# レカ・ゾグ (1939-2011)
レカ・ゾグ（アルバニア語: Leka Zogu、1939年4月5日 - 2011年11月30日）は、アルバニア王ゾグ1世の長男。アルバニア王太子（1939年）、アルバニア王家家長（1961年 - 2011年）。王制支持者や一部のマスコミからはレカ1世（アルバニア語: Leka I）と呼ばれた。

## 生涯
ゾグ1世とその王妃ゲラルディナの間の一人息子として生まれたが、誕生の2日後に始まったイタリア軍のアルバニア侵攻のため、直ちに両親に連れられて国外に出国した。一家は戦時中はイングランドに滞在し、戦後はエジプト国王ファールーク1世の招きでエジプトに移った。
レカはエジプトの英国人学校、次いでスイスのエイグロン・カレッジに通い、パリ大学で経済学を学んだ後、サンドハースト王立陸軍士官学校を卒業した。同校卒業とともに、イギリス陸軍の少尉に任官した。1961年、父の死に伴って王家の家督を引き継ぎ、パリのル・ブリストル・ホテルで亡命中の王制支持者を集めて即位式を挙行した。また同時にスカンデルベク騎士団（Urdhëri i Skënderbeut）などアルバニア王家に属する3つの騎士団の総長の座も引き継いだ。
1975年10月7日（または10日）、ビアリッツでオーストラリア人の美術教師スーザン・カレン＝ウォード（Susan Cullen-Ward、1941年 - 2004年）と結婚した。夫妻はマドリードに住んだが、レカが自宅に武器を隠し持っていたことが理由で国外退去を余儀なくされた。次いでローデシア（現在のジンバブエ）に移るが、ロバート・ムガベが同国で政権を奪取すると、南アフリカ共和国政府から外交旅券を与えられてヨハネスブルクの高級住宅街に移り、長くこの街で暮らした。
アルバニアで社会主義体制が崩壊した後の1993年、アルバニアに入国しようとしたが、入国申請時に職業欄に「国王」と書いたため、アルバニア政府から入国を禁じられた。このとき、空港には約500人の王制支持者が集まり、レカの帰国を歓迎した。
1997年アルバニア暴動の最中、レカは再びアルバニアに入国し、このときは2,000人の支持者が空港に集まって彼を歓迎した。レカの再帰国に引き続いて行われた君主制復活の是非をめぐる国民投票では、君主制に賛成票を投じたのは全体の3分の1に留まり、王政復古はならなかった。
レカとその支持者が国民投票の公平性に異議を唱えると、警察が介入して王制支持者の1人を射殺する騒動となり、レカは国外に退去した。レカは騒乱罪で本人不在のまま禁錮3年を宣告された。しかし2002年3月にアルバニア議会が元王家の帰国許可を決議したときに、レカの禁錮刑も特赦となった。レカは同年6月28日に最終的な帰国を果たした。帰国後は国民発展運動（LZHK）の党首を務めた が、2006年2月に公的活動の引退を宣言した。
レカは2011年11月に72歳で死去 し、ティラナ郊外のシャラ公営墓地の母と妻の墓の隣に葬られた。

## 子女
妻のスザナとの間に息子を1人儲けた。
- レカ・アンワル・ゾグ・レザー・ボードゥアン・ムシジヴェ（1982年 - ）